# Bataille d'Ackia
Guerres chicachas
La bataille d'Ackia a eu lieu le 26 mai 1736, près de la ville actuelle de Tupelo dans l'État du Mississippi. Elle fait partie d'une lutte pour le contrôle du fleuve Mississippi entre les Français et les amérindiens Chicachas (ou Chickasaw). L'expédition, menée par une armée franco-chacta (peuple amérindien appelé aujourd'hui Choctaw) placée sous le commandement du gouverneur de la Louisiane, Jean-Baptiste Le Moyne de Bienville, prit beaucoup de retard du fait des intempéries. Le site était puissamment fortifié, et les Chicachas, aidés par les Britanniques, repoussèrent l'attaque avec succès.

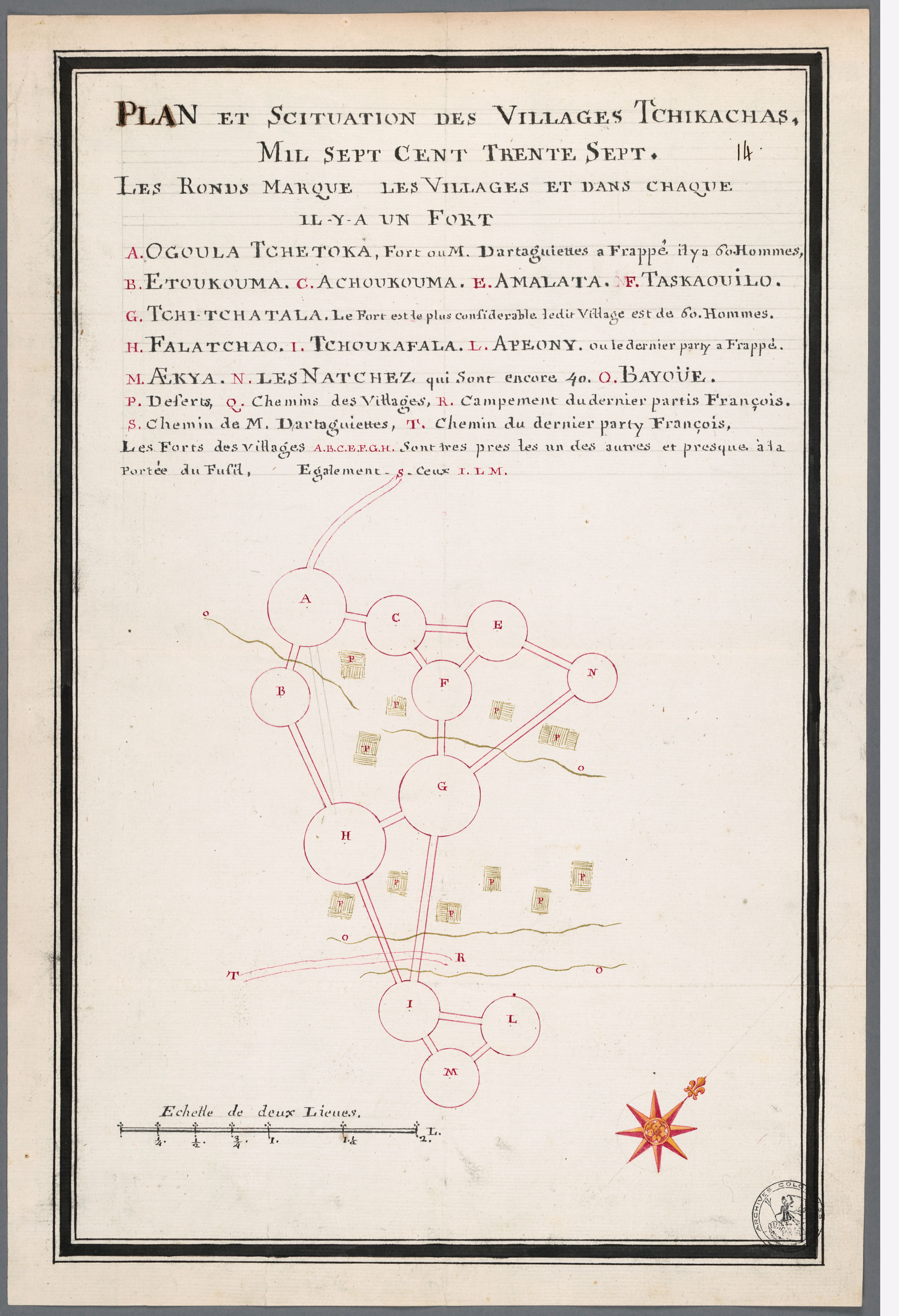
Plan et situation des villages Chicachas (Tchikachas) en 1737. Copie par de Batz, à la manière des Amérindiens.

## L’expédition des Chicachas (printemps 1736)
À l'époque des Français, les Chicachas, ou Têtes Plates, habitaient l'actuel Tennessee, entre le Mississippi et le massif des Appalaches. Guerriers courageux et belliqueux (appelés les Spartiates du Nouveau Monde), soutenus par les Anglais, les Chicachas occupaient un pays marqué par la civilisation dite du Mississippi, qui avait, des siècles plus tôt, érigé de grandes pyramides de terre, probablement à but funéraire (mounds en anglais, certaines atteignant les 20 mètres), qu’ils avaient fortifiées par de grosses palissades percées de meurtrières. Ils multipliaient les attaques et les pillages sur le cours du fleuve, entravant ainsi le commerce entre le Canada et la Louisiane. Après le massacre de Fort Rosalie par les Natchez (1729), dont certains responsables avaient trouvé refuge auprès des Chicachas, les Français résolurent de les neutraliser, de la même manière radicale que les Renards ou les Natchez, c'est-à-dire en les exterminant si nécessaire. Le prétexte en fut « le coup frappé sur le Sieur Ducoder » (Relation de Bienville).
Au printemps de 1736, selon un plan compliqué, il fut décidé que deux expéditions attaqueraient simultanément « à la fin de mars » (selon Bienville, Lettre p 76) : l'une par le nord, venue du Fort de Chartres sous le commandement de Pierre d'Artaguiette, et comprenant 30 soldats réguliers français, 100 miliciens et environ 270 indiens Miamis et Illinois, devait être rejointe par un détachement de Wabashi et 40 Iroquois commandés par le sieur de Vincennes, puis par un parti d'indiens Cahokias et Michigans sous les ordres de Monchervaux, enfin par le sieur de Grandpré à la tête d'un groupe d'Arkansas ; l'armée principale, deux fois plus nombreuse (plus d'un millier d'hommes), commandée par Bienville, arriverait par le sud depuis la côte en remontant la "rivière de la Mobille" (auj . Tombigbee - elle coule principalement dans l’actuel État d’Alabama, qui borde celui du Mississippi du côté de l’Est). Pour être efficace, cette attaque combinée devait être soigneusement coordonnée, mais ce ne fut pas le cas.
On dispose de deux relations de la campagne, une Lettre de Bienville, écrite au ministre en s'appuyant sur son journal (18 juin), mais évidemment à son avantage, et celle d’un sergent, publiée par Dumont sous l’anonymat, avec de légères différences de chronologie. Tous deux méconnaissent le véritable sort de l’expédition du Nord, commandée par d’Artaguiette, qui nous est connue par la Relation d’un survivant anonyme (peut-être supervisé par Bienville ?), et par le récit d'un prisonnier échappé deux ans plus tard, nommé Drouet de Richardville, et intitulé Désastre… Ces textes ont été publiés par l’Indiana historical Society, tome 8 (vers 1936).

### Retard de Bienville, massacre d’Artaguiette
Malheureusement, Bienville quitta Mobile avec un mois de retard, le 2 avril. Il invoqua « l'attente du vaisseau du Roi » qui devait arriver de France avec des renforts, et il rencontra bien d’autres déboires, en particulier un continuel mauvais temps. Constatant la lenteur des préparatifs dès la fin décembre, Bienville assure avoir expédié « un second courrier » à d’Artaguiette peu après le 15 janvier, « pour luy ordonner de retarder son départ des Illinois jusqu'à la fin d'avril » [Lettre p  76], soit un retard de deux mois sur le plan initial, afin d’arriver à la mi-mai. Cependant, on peut douter de sa sincérité, ou de l’exactitude de sa chronologie : un tel délai parait suspect à une époque (fin janvier) où le général ne pensait sûrement pas être retardé aussi longtemps. Car c’est en février que les choses se gâtèrent : il apprit que les "voitures"(canots) commandées à la Nouvelle-Orléans n’étaient pas prêtes, le vaisseau du Roi transportant des troupes fraîches, des salaisons et de l’artillerie se faisait attendre, et lorsqu’il arriva à la fin de février, les mortiers espérés avaient été oubliés. Enfin, nos alliés Chactas (Choctaws) furent refroidis par des pluies diluviennes (sans doute des ouragans) qui durèrent tout le mois de mars, tandis qu’une tempête en mer abîma une cargaison de riz. Dans de telles conditions, Bienville aurait dû reporter sa campagne, mais il n’en fit rien « pour sauvegarder son autorité auprès de nos alliés indiens ».
De son côté, d’Artaguiette, ignorant ces contretemps, quitta le fort de Chartres le 22 février, descendit rapidement le Mississippi, arriva au fort Prudhomme le 28, puis, toujours sans nouvelles de Bienville, entra en pays ennemi dès le 5 mars, en direction de l'Est. Mais au bout de trois semaines, à court de vivres et menacé de perdre ses alliés Indiens, il se décide à attaquer trois villages pour s’approvisionner. Cependant, il se retrouve sans le savoir au beau milieu d’un vaste groupe de population que ses éclaireurs n’avaient pas repéré. Bientôt submergé par le nombre et blessé, malgré une héroïque résistance, il est fait prisonnier et sera brûlé le jour même (25 mars, dimanche des Rameaux) avec 20 compagnons. La plupart des Indiens s’étant enfuis, les Français survivants, ainsi que Monchervaux arrivé trop tard, abandonnèrent la partie, et regagnèrent les Illinois.

## Échec de la campagne (bataille d’Ackia)
Ignorant le triste sort d’Artaguiette (qu’il prétend n’avoir appris que le 7 juin, à son retour) [Lettre p 104], Bienville quitte Mobile le 1er avril (qui était le dimanche de Pâques), ou plus vraisemblablement le lendemain, suivant Dumont ; on observe un fréquent décalage de un à deux jours entre les deux récits, mais il est possible que Bienville ait divisé ses troupes nombreuses en deux groupes se suivant à une journée d'intervalle. Il doit remonter la rivière de la Mobile (act. Tombigbee), qui est en crue, au prix d’un pénible halage sur près de 160 lieues [Dumont p 228, donne 200 lieues jusqu’à la capitale, la Nouvelle-Orléans]. Sa vitesse de progression est d’environ 4 lieues par jour, ce qui est assez lent. Il arrive au fort de Tombeche (qu’il appelle Tombekbe) au bout de trois semaines, le 20 avril (ou le 23 selon la Lettre) ; c’était un poste dont il avait commandé la construction un an plus tôt pour protéger nos alliés Chactas et servir d’appui à son attaque. Il y resta près de deux semaines et ne le quitta que le 3 ou 4 mai, retardé à cause des pluies, et parce que ses boulangers étaient occupés à cuire du pain et des biscuits pour pallier le manque de vivres [Lettre p 78]. Effectivement, des fouilles récentes ont retrouvé les traces d'un énorme four construit à l'extérieur du fort. Il reçut également les harangues des chefs et délégués amérindiens (Chactas et Alabamas)  du 27 au 30, et  le 1er mai, dans un conseil de guerre, il leur fixa rendez-vous sous deux semaines au confluent de la rivière Oetibia (appelée par Dumont Tibia), à 40 lieues au dessus de Tombeche, et proche des sources de la Mobile ; ce cours d'eau formait depuis toujours la frontière entre Chactas et Chicachas. Parti le 3 mai [Lettre p 86] ou le 4 [Dumont], et trouvant "le courant moins fort", il y parvint effectivement le 14, mais nos alliés Indiens n’étaient pas là ; retardés par neuf jours de pluie consécutifs, ils n’arrivèrent que progressivement des différents villages. Après les avoir attendus, Bienville partit alors le 19 et débarqua au "portage" (vers Fulton ?) le 22 mai [non le 24, selon Dumont, t 2 p 214-217]. Le jour suivant, il y fait élever un camp retranché pour abriter ses canots.
Il s’aventure dans les terres (vers l’Ouest) dès le lendemain, 24 mai, journée qui se termine par un gros orage qui trempe ses bagages. Le 25, les Français progressent de cinq lieues et demie (22 km) à travers trois ravines pleines d’eau, puis arrivent dans un pays « le plus beau du monde » ; le samedi 26 mai au matin, ils achèvent leur approche de deux lieues (8 km). Cependant, les Chactas voudraient prendre le village voisin de Chukafalaya dont les guerriers leur faisaient du tort, plutôt que celui abritant les réfugiés Natchez, plus au nord, qui était le but des Français. Obligé de céder à leurs instances, Bienville décide en début d’après-midi d’attaquer un groupe de trois villages, dont l’un arborait le drapeau anglais. Soucieux de l’éviter (officiellement parce que les deux pays n’étaient pas en guerre, mais sans doute aussi parce qu’il le croit garni de fusils et d'artillerie), il choisit le fort d’Ackia (près de la ville actuelle de Tupelo dans l'État du Mississippi) ; mais en dépit de la présence à ses côtés de 600 Chactas, d’ailleurs prudents et peu désireux de combattre, il essuya une grave défaite.
Les Chicachas, secondés par les Anglais, surent profiter de tous les avantages du terrain, et l’attaque, menée en dépit du bon sens, en rangs serrés et sans artillerie contre des buttes fortement retranchées, échoua complètement. Les forts sont sommés d’énormes palissades (les troncs ont près d’un mètre de diamètre) protégeant des tranchées intérieures d’où l’on peut tirer à genoux par des meurtrières percées au niveau du sol. Même les toitures en terre battue semblent à l’épreuve des grenades. Si les Français réussissent à investir les abords du fort, en prenant et brûlant quelques cabanes d’ailleurs âprement défendues, ils relèvent bientôt 32 morts (parmi lesquels plusieurs officiers) et au moins 60 blessés, sans compter les Indiens. Noyan, le neveu du commandant, est lui-même touché. Au bout de quatre heures de combat, les Français durent se retirer. Menacé d’être abandonné par ses alliés, Bienville ordonna la retraite dès le lendemain après-midi.

Une retraite sans gloire, accusations diverses

Encombrées de blessés, les troupes arrivèrent le 29 au portage et échappèrent de peu à la baisse des eaux de la rivière, qui aurait interdit toute navigation [Lettre p 102 ; Dumont p 228]. Le 2 juin, Bienville relâche au fort Tombeche dont il confie le commandement au Sieur de Berthet avec une garnison de 30 Français et 20 Suisses, et l’ordre d’en poursuivre les travaux. « Le 7 (juin) j'arrivai aux Tomes [lire Bornes ?] où j'appris d'un Sauvage les premières nouvelles du malheur de M. Dartaguette, que M. Diron [son frère] me confirma à la Mobille le lendemain à mon arrivée ». Il ne lui a donc fallu que dix à onze jours pour descendre la rivière qu’il avait mis cinq semaines à remonter (sans compter les haltes). Bienville se plaint, entre autres raisons, de « la lâcheté des troupes que (j’avais) sous mes ordres. Il est vrai qu'à considérer les recrues pitoyables de polissons qu'on envoie ici, on ne devrait jamais se flatter d'en faire des Soldats ». Il se félicite pourtant d’avoir mené la retraite « sans aucune perte », et conservé d’honnêtes gens « pour une autre occasion » [Lettre p 106].
Bernard Diron d'Artaguiette, le jeune frère de Pierre, lieutenant de roi à Mobile, se plaignit amèrement de ce que le retard de Bienville avait coûté la vie à son aîné, qui avait été délibérément sacrifié à la rancune du gouverneur envers sa famille. Celui-ci, de son côté, laissait entendre que c'étaient les lettres trouvées par les Indiens dans les bagages des prisonniers qui auraient renseigné les Anglais sur son plan de campagne, ce qui expliquait son échec.
En réalité, si Bienville est un valeureux combattant, spécialiste des coups de main audacieux, et un bon diplomate, fin connaisseur des coutumes indigènes, il se révèle un piètre stratège, assez négligent, confiant dans sa bonne étoile mais incapable d’organiser une attaque de grande ampleur. Il est vrai qu’il a été desservi par un temps exécrable, mais il aurait dû savoir que l’hiver est la pire saison pour la navigation et s’assurer plus tôt de la réception de son artillerie, surveiller la confection de son matériel et de ses canots pour qu’ils soient prêts à temps, prévoir des vivres en quantité suffisante, donner des ordres clairs et assurer ses liaisons avec les autres commandants, connaître et anticiper le régime des rivières, calculer sa progression (mais le pays était très mal connu et les distances sous-estimées), presser l’acheminement de ses troupes, et finalement, ne jamais se risquer à attaquer de redoutables forteresses à la grenade, sans canons ni matériel de siège. Il semble d’ailleurs conscient que l’expédition est très compromise, et néanmoins il tente sa chance « pour l’honneur », et pour « maintenir son autorité ».
Une autre raison peut éclairer son attitude. Il parait très improbable que, dans cet espace de deux mois, Bienville n'ait reçu aucune nouvelle des Illinois pour l'informer du désastre d'Artaguiette, et qu'il n'en ait été averti que le 7 juin, comme il le prétend. Dans le cas contraire, il aurait tenu la nouvelle secrète pour ne pas affecter le moral de ses troupes, mais ceci expliquerait son peu d'empressement à attaquer, sachant qu'il n'avait plus aucun secours à attendre de la part des soldats canadiens.. 

## Poursuite de la guerre et échec final
Avide de revanche, Bienville renouvèlera son assaut en 1739 en modifiant son plan de campagne : au lieu de remonter la rivière de la Mobile, décidément trop capricieuse, il attaquera par le Mississippi en suivant les traces d’Artaguiette ; mais il commettra les mêmes erreurs et n'aura guère plus de succès. A nouveau, la pluie détrempe les chemins et bloque son artillerie, l’itinéraire est deux fois plus long que prévu et les vivres lui manquent. Malgré l'appui d'Alphonse de La Buissonnière, le successeur de d'Artaguiette aux Illinois, il est contraint de négocier et n'obtient qu'une trêve assez précaire sur le fleuve, ce qu’il présente comme une victoire. Mais il perd la confiance du ministère. Un nouveau gouverneur, Pierre de Rigaud de Vaudreuil, après avoir soumis les dissidents Chactas, se heurtera à la même résistance devant les fortifications Chicachas en 1752 ; les Français ne s'y risqueront plus, et les Amérindiens, de leur côté, étaient exsangues, ayant perdu les trois quarts de leur population du fait des guerres et des maladies.

Finalement, après la chute du Canada que le même Vaudreuil, devenu le dernier gouverneur général de la Nouvelle-France, ne put empêcher, les traités de Fontainebleau (1762) et de Paris (février 1763) livreront l'Est du Mississippi aux Anglais, tandis que l'Ouest et le Sud revenait provisoirement aux Espagnols. La France se trouvait donc évincée, malgré ses prétentions encore intactes sur les grandes plaines du middle-west jusqu’aux montagnes Rocheuses, soit le quart des États-Unis actuels, droits contestables qui seront finalement vendus aux Américains avec la Louisiane (tout juste récupérée des Espagnols) en 1803 [Atlas National, carte Wiki].

## Inscriptions commémoratives et controverse concernant le sort d’Artaguiette
Le champ de bataille d'Ackia a été classé Monument national en 1938 ; il a été englobé dans le Natchez Trace Parkway en 1961, il est aujourd'hui dénommé « Chickasaw Village ».
Les historiens américains ont été surpris par l’énorme délai de deux mois entre le désastre d’Artaguiette rapporté par certaines sources, et la bataille d’Ackia, délai d’autant plus suspect que les deux expéditions auraient dû être simultanées. C’est pourquoi, se fiant aux récits de Bienville, de Dumont (t..2, p. 228-29) et d’autres, ils ont conclu à une erreur, et pensé que la mort d’Artaguiette avait dû de produire une semaine avant la bataille, non pas le dimanche 25 mars, jour des Rameaux, mais le dimanche 20 mai. C’est la date qui a été inscrite sur plusieurs panneaux commémoratifs, apposés à l’occasion du bicentenaire de la bataille (1936).